# Gozo
Gozo (maltès: Għawdex), antigament Gozzo i, en català medieval, el Goi, és una illa de la mar Mediterrània entre Sicília i la costa d'Àfrica, separada per un estret de l'illa de Malta, amb la qual forma la República de Malta. Entre ambdues illes hi ha l'illa de Comino.
La capital de l'illa és Victòria o Rabat, al centre de l'illa. Gozo i Comino formen un dels 13 districtes electorals de la república, que elegeix cinc representants al Parlament, un dels quals és sempre ministre del gabinet per als afers de Gozo. Cadascuna de les 14 viles de l'illa té el seu propi consell local i el seu alcalde. El clima és mediterrani, és a dir suau a l'hivern i l'estiu; la mitjana de temperatura a l'hivern és de 16 graus i a l'estiu de 25 graus, amb puntes de fred i calor al gener i l'agost. Té mitja dotzena de bones platges.
L'illa té una població de quasi trenta mil persones. S'hi parla el maltès, però amb una variant dialectal pròpia que té variacions entre els diversos municipis. L'anglès hi és parlat també per gairebé tothom. La religió de l'illa és la catòlica i té un bisbe que resideix a Victòria.

## Municipis
Els municipis de l'illa, a part de la capital, Victòria o Rabat, són:
- Fontana
- Ghajnsielem
- Gharb
- Ghasri
- Kercen
- Munxar
- Nadur
- Qala
- San Lawrenz
- Sannat
- Xaghra
- Xewkija
- Zebbug

## Llocs d'interès
- A l'illa hi ha 19 recintes arqueològics.
- A Xaghra hi ha tres coves notables: les de Calipso, Xerri i Ninu.

### Museus
Entre els museus de l'illa cal esmentar en primer lloc el Museu Arqueològic, que és en un edifici del segle xvii dels cavallers de l'orde de Sant Joan que fou després residència de la família Bondi i fou restaurat per Harry Luke, lloctinent del governador de Malta el 1937, i fou inaugurat el 1960. Té materials del Neolític, de l'edat del bronze, fenicis, romans, medievals i dels cavallers de l'Orde.
Altres museus són: 
- El Museu del Folklore, en un edifici del segle xv d'influència catalana, que és propietat del govern des del 1981, que és quan es va inaugurar el museu. Mostra un gran nombre d'elements domèstics i tradicionals de l'illa.
- El Museu de Ciències Naturals, a la Ciutadella de Victòria, en un edifici de 1485, inaugurat el 15 de novembre de 1991, que compta amb nombroses col·leccions, entre les quals una de fòssils, i altres de minerals, vida marina, botànica, ornitologia, insectes i algunes més.
- El Gozo Heritage és un museu privat situat en un bonic edifici en què, juntament amb restes històriques de tota mena, hi ha uns jardins d'esbarjo esplèndids.
- El molí de vent de Ta Kola és un edifici molt ben conservat que pot ser visitat. Va estar en funcionament fins a la mort de Giuseppe Kola (d'una família d'origen grec) el 1987.
- També hi ha el Museu dels Joguets, el Museu Marítim i el Museu del Folklore de Għarb (que és un museu privat).

### Edificis religiosos
Les principals esglésies de l'illa són: 
- La Catedral de Victòria
- Els convents de Sant Francesc i Sant Agustí, a Victòria
- El Sagrat Cor de Jesús, a Fontana
- Sant Gregori el Gran, a Kercem
- Sant Pau Shipwrek, a Munxar
- Sant Joan Baptista, a Xewkija
- La Visitació de Nostra Senyora, a Gharb
- Santa Margarida, a Sannat
- Sant Pere i Sant Pau, a Nadur
- El santuari de Ta Pinu, a Gharb
- Santa Maria, a Zebbug
- Sant Pau, a Marsalforn
- Corpus Christi, a Ghasri
- Sant Llorenç, a San Lawrenz
- Sant Josep, a Qala
- Sant Antoni de Pàdua, a Ghajnsielem
- La parròquia vella de Ghajnsielem
- La Mare de Déu de Loreto, a Ghajnsielem

A més, hi ha diverses capelles:
- L'Anunciació de Nostra Senyora, a la vall de Lunzjata
- La Mare de Déu de Lorda, a Mgarr
- Santa Anna, a Dwejra
- Sant Antoni Abat, a Xaghra
- La Mare de Déu del Carmel, a Xlendi
- La Immaculada Concepció, a Qala
- La Mare de Déu del Patronatge, a Ghasri
- Sant Demetri, a Gharb
- Santa Marta, a Victòria
- Sant Josep, a Victòria
- La Mare de Déu de la Mercè, a Xewkija

### Edificis o monuments destacats
- La ciutadella de Victòria
- El fort Chambrai, a Ghajnsielem
- Les bateries de Qolla I-Bajda, a Marsalforn, i Sant Antoni, a Qala.
- La torre Mġarr ix-Xini a Xewkija, la torre Xlendi a Xlendi, la torre Dwejra a Dwejra, la torre de Sant Bali a Nadur i la torre de Santa Maria a l'illa de Comino. Aquestes torres són conegudes en conjunt com les Torri dei Giganti (torres dels gegants) i són circulars, fetes amb grans blocs de pedra irregulars d'un estil proper al ciclopi, els més semblants dels quals són els nurags de Sardenya.
- Un dels edificis més emblemàtics és l'antiga presó dels Cavallers, a la Ciutadella, i prop de la Catedral, que fou usada com a presó del segle xvi al començament del xx.
- Es conserva un aqüeducte prop de Victòria.
- El far de Ghasri, conegut com a Ta Gurdan.

## Transports i comunicacions
L'accés a l'illa és per transbordador des de Malta (entre els ports de Mgarr a Gozo i Cirkewwa a Malta). No té aeroport, però sí un heliport per als que arriben a l'aeroport internacional de Malta.

## Història
S'hi han trobat restes neolítiques de vers el 5000 aC, més antigues que les de Malta, cosa que fa suposar que els primers pobladors van venir de Sicília. Els habitants neolítics van construir els temples de Ggantija, a Xagħra, i n'hi ha d'altres datats entre el 4100 i el 2500 aC.
Vers el 1000 aC fou colonitzada pels fenicis. El seu nom antic fou Gaulos. Scylax ja esmenta una ciutat anomenada Gaulos a l'illa. Al llarg de la història va seguir les mateixes vicissituds que la veïna Malta (l'antiga Melita). Dels fenicis va passar als cartaginesos fins a la conquesta romana. En algun moment s'hi van establir els grecs, cosa que es dedueix d'algunes monedes trobades (amb la inscripció Gauaiton), però no se'n coneixen les circumstàncies de l'establiment ni del seu desenvolupament. La conquesta romana va ser segurament al mateix temps que la de Malta, però no està referenciada.
Belisari, el general romà d'Orient, va ancorar a l'illa en el seu camí cap a l'Àfrica. Al segle ix fou ocupada pels àrabs procedents de Sicília, que van influir en el llenguatge de l'illa, i els habitants autòctons es van fer musulmans junt amb els colons àrabs. El 1090 fou ocupada pels normands i hi fou restablert el cristianisme. Va passar als Hohenstaufen (1194), als angevins (1268) i als catalans (1283); va formar part del comtat de Malta; Després de perdre el domini de l'illa de Rodes, novament l'Orde de Sant Joan de Jerusalem va haver de cercar un lloc on establir-se i l'emperador Carles V els va oferir l'illa de Malta, se'n signà la cessió el 1530 i l'orde va prendre possessió de les illes de Malta, Gozo i Trípoli, en mans dels quals Gozo va estar fins a la conquesta francesa i la posterior conquesta britànica, seguint sempre la mateixa sort que l'illa veïna de Malta.